# 白玉山街道
白玉山街道，是中华人民共和国湖北省武汉市青山区下辖的一个乡镇级行政单位。因辖区北面约一千米处有一白玉山而得名。1975年初，武汉钢铁公司在白玉山地区开始筹建职工第二生活区，属武东街道。1980年11月成立白玉山街道。

## 行政区划
白玉山街道下辖以下地区：

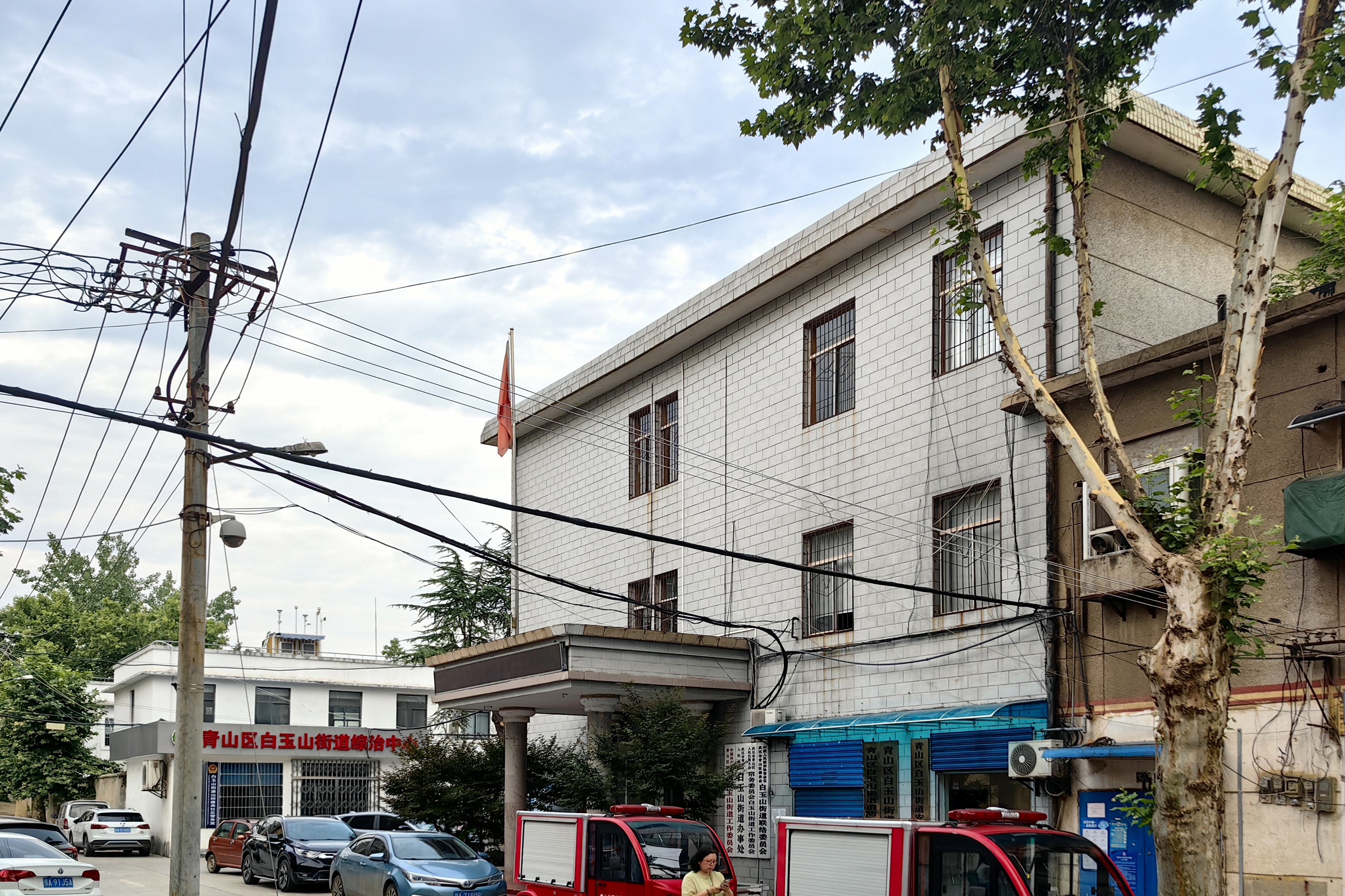
白玉山街道办

康美社区、康寿社区、康泰社区、康乐社区、康宁社区、康达社区、群力社区、同兴社区、五一社区、火官社区、光明攀建社区、火官村、五一村、同兴村、群力村、红胜村、	努力村、胜强村、星火村。